# CJ Adams
Cameron John 'CJ' Adams (Rhode Island, 6 april 2000) is een Amerikaans jeugdacteur.

## Biografie
Adams werd geboren in de staat Rhode Island als zoon van Donna en Matt Adams, zijn vader is een bekende auteur voor de The New York Times en golf-expert.
Adams begon in 2007 met acteren als Elliot in de film Dan in Real Life. Hierna speelde hij nog in de volgende films: The Odd Life of Timothy Green als Timothy Green (2012), Against the Wild als Zach Wade (2013) en Godzilla als jonge Ford (2014). Hij speelde de rol van Nathan in drie afleveringen van de televisieserie Chicago Fire (2013-2014). Voor zijn rol in de film The Odd Life of Timothy Green won hij in 2013 de Young Artist Award in de categorie Beste Optreden door een Jeugdacteur onder de Tien Jaar.